# ニンカリ

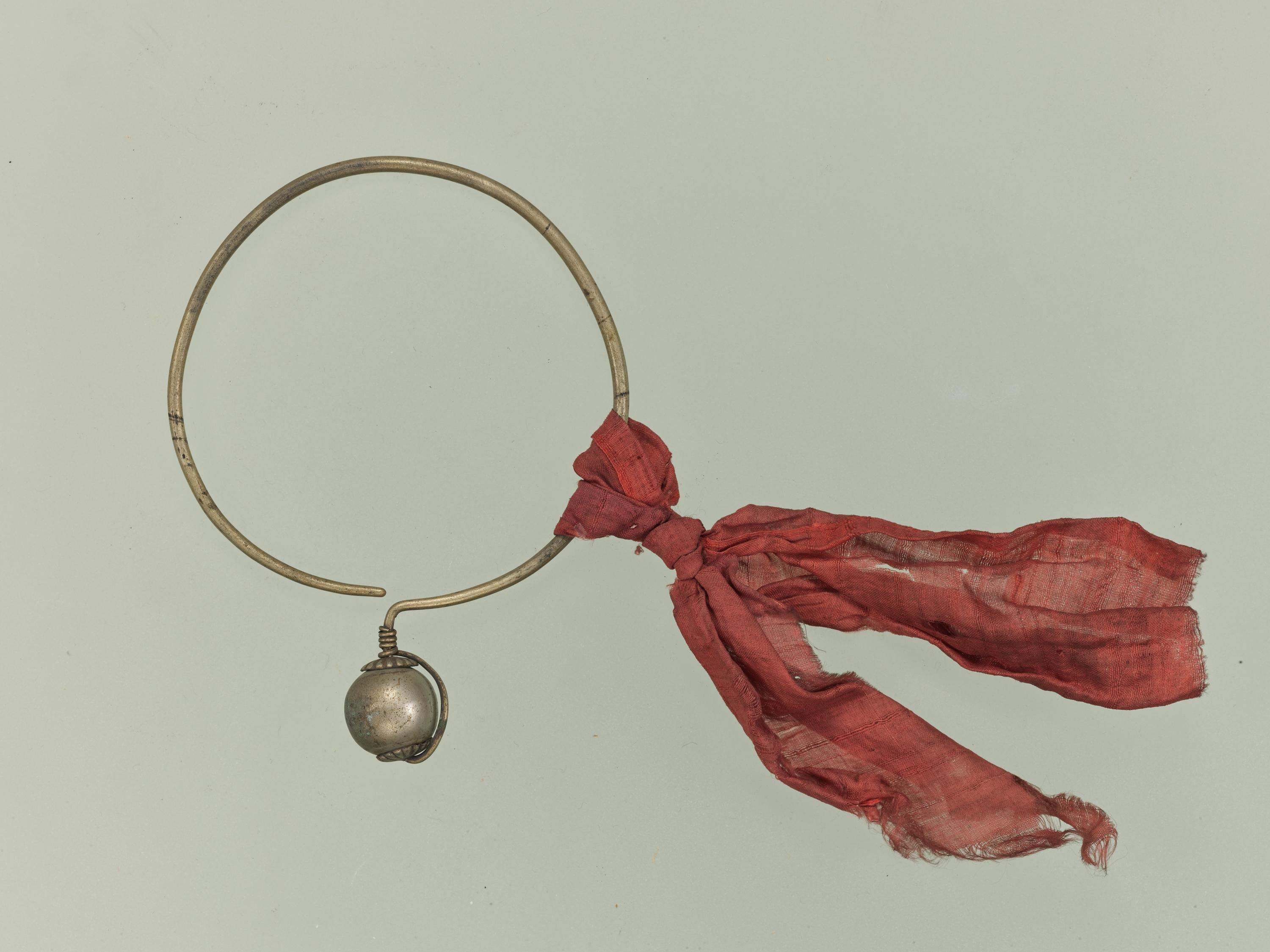
ニンカリ。19世紀。北海道アイヌ

ニンカリ（アイヌ語: ninkari）とは、アイヌの伝統的な金属製耳飾り。左右1対で用い、耳たぶに通して身に着ける。日用的に用いるアクセサリーで男女ともに身に着けた。また副葬品にされることもあった。
一般的にニンカリと呼ばれるものは円形もしくは「?」型をしている。大きさは直径7から8センチメートルが多いが、3センチメートル程度の小ぶりのものから、10センチメートルを超える大型のものもある。また金属製あるいはガラス製の飾り玉、もしくは赤い布が付くものもある。

## 変遷
最古のニンカリは13世紀で、大陸に由来しオホーツク文化を経由して伝わったと考えられる。最初期のニンカリは「Ω」型で、15世紀半ばまでこのタイプが主流であった。また素材は錫製が多い。
やがて「の」型・「C」型が現れ、17世紀半ばに主流となる。素材は銀もしくは四分一が主であった。
また18世紀頃から「?」型が現れ、19世紀ごろから端部にガラス玉や金属玉を組み合わせるようになった。素材は19世紀ごろに洋銀が主流となるが、ニッケルメッキ製もあった。
アイヌに対する同化政策として、1871年に開拓使が男性が耳飾りをつけることを禁止した。現在では小型のものを鉢巻きに縫い付けたり、ピアス程度の大きさのニンカリを付けることもある。